# 2-я улица Измайловского Зверинца
2-я у́лица Изма́йловского Звери́нца (с 19 июня 1929 года до 1935 года — 2-я у́лица Изма́йловского Звери́нца посёлка Измайловский Зверинец) — улица в Восточном административном округе города Москвы на территории района Измайлово.

## История
При царе Алексее Михайловиче в районе села Измайлово для охотничьих забав был создан Звериный двор, где содержались олени, туры, лоси. В 1731 году зверинец был расширен и перестроен, в него были завезены из разных стран изюбри, дикобразы, кабаны, китайские коровы, дикие ослы, сайгаки, фазаны, обезьяны. При зверинце выросло селение Звериная слобода, которое затем развилось в поселок Измайловский Зверинец. В 1826 году зверинец был ликвидирован. 19 июня 1929 года одна из улиц посёлка получила современное название, а сам посёлок в 1935 году вошёл в состав Москвы.

## Расположение
Являясь продолжением Вернисажной улицы, улица проходит от 2-го переулка Измайловского Зверинца на юг параллельно путям Малого кольца Московской железной дороги до Московского проспекта, за которым продолжается как 1-я улица Измайловского Зверинца. 2-я улица Измайловского Зверинца является частью западной границы Измайловского парка. По 2-й улице Измайловского Зверинца не числится домовладений.
6 ноября 2018 года северная часть улицы вошла в состав Вернисажной улицы.

## Транспорт

### Автобус
- 7: от Измайловского шоссе до Московского проспекта и обратно.
- 131: от Измайловского шоссе до Московского проспекта и обратно.

### Трамвай
- 11: от Измайловского проспекта до 1-го переулка Измайловского Зверинца и обратно.
- 12: от Измайловского проспекта до 1-го переулка Измайловского Зверинца и обратно.
- 34: от Измайловского проспекта до 1-го переулка Измайловского Зверинца и обратно.

### Метро
- Станция метро «Партизанская» Арбатско-Покровской линии — севернее улицы, на Измайловском шоссе.